# Fensch
La Fensch è un fiume francese che scorre nel dipartimento della Mosella nella regione del Grande Est, e che sfocia nella Mosella, affluente del Reno.

## Geografia
La sorgente si trova a Fontoy, dove il corso d’acqua nasce da una risorgiva. Si dirige a sud-est e, da Knutange, dove riceve il rio di Algrange, la sua valle è fortemente antropizzata ed industrializzata. Virando ad est bagna Hayange e Florange, poi riceve da destra il Kresbach, lungo quasi 10 km. Come è indicato sulla carta di Cassini, le sue acque un tempo erano ingrossate dal Veymerange ed alimentavano il fossato di Thionville prima di confluire nella Mosella; ora invece vengono utilizzate dagli impianti siderurgici più a sud e la Fensch termina nella Mosella ad Illange.